# Канадский музей каноэ
Канадский музей каноэ (англ. Canadian Canoe Museum) — музей каноэ, расположенный в Питерборо, Онтарио, Канада. Основная задача музея — сохранить и популяризировать информацию о каноэ, в частности о его истории.

## История
Изначально музей был основан Кирком Виппером в 1957 году как Музей Канава, который также именовался Международной коллекцией каноэ, байдарок и гребных судов Канава, в лагере Кандалор, к северу от Миндена, Онтарио, когда его друг подарил профессору Випперу долбленку, сделанную около 1890 года. С годами коллекция росла. Она хаотично размещалась в деревянных зданиях в Кандалоре, и к концу 1980-х годов стало ясно, что для нее потребуется новое место. Виппер передал контроль над своей исторической коллекцией в 1994 году организации, которая теперь именуется Канадским музеем каноэ. В настоящее время в музее хранится самая большая коллекция в своем роде: более 600 каноэ и каяков, а также тысяча связанных с ними артефактов. Музей на своем новом месте открыл свои двери для общественности в День Канады в 1997 году.
В мае 2006 года принц Эндрю как член канадской королевской семьи принял просьбу стать покровителем музея со стороны Короны, а затем и посетил его 11 мая, чтобы отпраздновать 10-летие музея. Он также пожертвовал на вечное сохранение три каноэ, первоначально построенные в районе Питерборо и подаренные королевской семье в период с 1947 по 1981 год.

## Экспонаты
Экспонаты Канадского музея каноэ показывают, каким образом каноэ определяет канадский характер и дух. Помимо коллекции каноэ, в музее есть потрясающий водопад и традиционный вигвам микмаков, где посетители могут услышать историю о его создании. Посетители могут также попробовать свои силы в создании каноэ из бересты в Галерее приобретения навыков, спланировать поисковую экспедицию, как в дни золотой лихорадки, почувствовать, каково это быть путешественником в эпоху пушного промысла, и насладиться жизнью в коттеджном поселке начала XX века.
Интересная выставка «Размышления: земля, люди и каноэ» открылась в октябре 2001 года, и тогда музей приобрел еще большую известность из-за этой экспозиции. На данной знаменательной выставке впервые были представлены знаменитая куртка из оленьей кожи Пьера Трюдо и каноэ из бересты, а также личные экспонаты других значительных гребцов, в том числе Билла Мейсона, Виктории Джейсон и Эрика Морса.

## Принадлежность
Музей связан с: Канадской ассоциацией музеев, Канадской информационной сетью наследия и Виртуальным музеем Канады.